# Pseudochalcothea virens
Pseudochalcothea virens är en skalbaggsart som beskrevs av Conrad Ritsema 1879. Pseudochalcothea virens ingår i släktet Pseudochalcothea och familjen Cetoniidae. Inga underarter finns listade i Catalogue of Life.